# Revitalización lingüística
La revitalización lingüística es el proceso de detener o revertir la disminución de los hablantes de una lengua o para revivir una lengua extinta. Las partes involucradas en este proceso pueden incluir lingüistas, grupos culturales o comunitarios, o gobiernos. Algunos argumentan que se debe hacer una distinción entre la recuperación de una lengua (resurrección de una lengua muerta sin existir hablantes nativos) y la revitalización lingüística (el rescate de una lengua "agonizante"). Por otro lado, se ha señalado que ha habido un solo caso exitoso de revitalización lingüística completa, el de la lengua hebrea, que creó toda una nueva generación de hablantes nativos sin haber tenido previamente ningún hablante nativo para ser usado como modelo.
Entre las lenguas señaladas como candidatas de revitalización, se incluyen a las lenguas amenazadas. En algunos casos, variadas técnicas de revitalización lingüística pueden ser utilizadas para intentar revivir lenguas extintas.Aunque los objetivos de la revitalización lingüística varían mucho de caso a caso, típicamente implican intentar expandir el número de hablantes y el uso de una lengua, o intentar mantener su nivel actual de utilización para protegerla de la extinción lingüística.
Las razones para la revitalización varían. Solo en los últimos años, se ha estimado que más de 2000 lenguas se encuentran ya extintas. La ONU estima que más de la mitad de las lenguas habladas hoy en día tienen menos de 10 000 hablantes y que un cuarto tienen menos de 1000 hablantes y que, a no ser que haya esfuerzos para mantenerlas, en los próximos cien años la mayoría de estas se habrá extinto. Estos hechos son a menudo citados como razones de por qué la revitalización lingüística es necesaria para preservar la diversidad lingüística. La cultura y la identidad también son frecuentemente citadas como razones para la revitalización de una lengua, cuándo esta es percibida como "tesoro cultural" único. Las comunidades ven a menudo su lengua como parte única de su cultura, conectándolas con sus antepasados o con la tierra, siendo una parte esencial de su historia y su autoconcepto.
La revitalización lingüística está estrechamente ligada al campo lingüístico de la documentación de las lenguas. En este campo, los lingüistas procuran crear registros completos de la gramática de una lengua, su vocabulario y características lingüísticas. Esta práctica a menudo sirve para darle más importancia a la lengua en estudio y su revitalización. Además, la tarea de la documentación se hace frecuentemente teniendo en mente el objetivo de la posterior revitalización.

## Grados de amenaza en las lenguas
Sana/fuerte
Todas las generaciones usan la lengua en una variedad de formas.
Debilitada/enferma
La lengua es hablada por gente mayor; no se usa completamente en las generaciones más jóvenes.
Moribunda/agonizante
Solo quedan unos pocos hablantes (no jóvenes) nativos; ya no se usa como lengua nativa por parte de las generaciones jóvenes.
Muerto
No existen hablantes nativos. Pueden aún existir hablantes que la conocen como segunda lengua.
Extinto
Ya no se habla ni existen hablantes potenciales.

## Teoría
Uno de los pasos preliminares más importantes en la revitalización/recuperación de una lengua es establecer el grado en el cual una lengua en particular ha sido sustituida. Esto ayuda a las partes involucradas a que encuentren la mejor manera de revitalizar o recuperar la lengua.

### Pasos para la reversión de la sustitución lingüística
Hay muchos modelos y teorías diferentes cuyo objetivo es configurar un plan para la revitalización de una lengua. Uno de estos fue propuesto por el lingüista Joshua Fishman. El modelo de Fishman para recuperar lenguas amenazadas o muertas, o para hacerlas sostenibles en el tiempo, consta de un proceso de ocho etapas. Los esfuerzos deberían estar concentrados en las etapas más tempranas de la restauración, hasta que hayan sido consolidadas, antes de proceder a las etapas más tardías. Las ocho etapas son:
1. 1. Adquisición de la lengua por parte de adultos, quienes actúan como aprendices de la lengua. Esto es lo recomendable cuando la mayoría de los hablantes restantes de una lengua son ancianos o están socialmente aislados de otros hablantes del idioma.
  2. Crear una población socialmente integrada de hablantes activos (o usuarios) de la lengua. Al llegar a este punto es recomendable enfocarse en el lenguaje hablado más que en el escrito.
  3. En localidades donde haya un número razonable de personas que habitualmente utilicen la lengua, se debe animar al uso informal de la lengua entre personas de todos los grupos etarios y dentro de familias y reafirmar su uso diario a través del establecimiento de instituciones locales donde la lengua se promueva, proteja y (al menos en algunos contextos) se utilice exclusivamente.
  4. En áreas donde la competencia oral de la lengua haya sido conseguida en todos los grupos de edad, se debe alfabetizar en la lengua y promover su uso escrito, pero de una manera que no dependa de la asistencia (o financiamiento) del sistema de educación estatal.
  5. Donde el Estado lo permita, y donde el número de hablantes lo justifique, se debe fomentar el uso de la lengua en la educación obligatoria.
  6. Donde las anteriores etapas hayan sido completadas y consolidadas, se debe alentar el uso de la lengua en el espacio laboral cotidiano.
  7. Donde las anteriores etapas hayan sido completadas y consolidadas, se debe animar al uso de la lengua en servicios del gobierno local y medios de comunicación.
  8. Donde todas las anteriores etapas hayan sido completadas y consolidadas, finalmente, se debe fomentar el uso de la lengua en el resto de estadios sociales: educación superior, gobierno, etc.

Este modelo de revitalización lingüística pretende dirigir los esfuerzos hacia dónde serán más eficaces y evitar el mal uso de energía tratando de alcanzar etapas tardías cuando las iniciales no han sido completadas. Así, es probablemente inútil promover el uso de una lengua en televisión o en los servicios del gobierno, si difícilmente las familias tienen el hábito de usar el idioma.
Además, Tasaku Tsunoda describe una gama de métodos o técnicas diferentes que los hablantes pueden utilizar para intentar revitalizar una lengua, incluyendo técnicas para recuperar lenguas extintas y mantener las amenazadas. Las técnicas que él lista son a menudo limitadas a mantener el grado de vitalidad actual de la lengua.
Él cree que el método de inmersión no puede utilizarse para revitalizar una lengua extinta o moribunda. En cambio, el método del "maestro-aprendiz", que implica la enseñanza "uno a uno" del manejo de un idioma, puede ser utilizada con lenguas amenazadas. Muchos otros métodos de revitalización, incluyendo los que se apoyan en las tecnologías para tener al alcance registros o multimedia de la lengua, pueden ser utilizados para lenguas en cualquier estado de viabilidad.
| Tipo de Método                           | Grado de Peligro | Grado de Peligro | Grado de Peligro | Grado de Peligro |
|                                          | Sana             | Debilitada       | Moribunda        | Muerta           |
| ---------------------------------------- | ---------------- | ---------------- | ---------------- | ---------------- |
| Inmersión                                |                  | ×                |                  |                  |
| En comunidad                             |                  | ×                |                  |                  |
| Bilingüismo                              |                  | ×                |                  |                  |
| Maestro-aprendiz (aprendizaje uno a uno) |                  | ×                | ×                |                  |
| Total Physical Response                  |                  | ×                | ×                |                  |
| Telefónico                               |                  | ×                | ×                |                  |
| Radiofónico                              |                  | ×                | ×                | ×                |
| Multimedia                               |                  | ×                | ×                | ×                |
| Inmersión dual bilingüe (Two-way)        |                  | ×                | ×                | ×                |
| Formulaico                               |                  | ×                | ×                | ×                |
| Pidgin artificial                        |                  | ×                | ×                | ×                |
| Nombre de la localidad                   |                  | ×                | ×                | ×                |
| Recuperación                             |                  | ×                | ×                | ×                |
| Adopción                                 |                  | ×                | ×                | ×                |

### Factores de éxito en recuperaciones lingüísticas
David Crystal, en su libro Language Death, propone que la revitalización lingüística tiene más probabilidades de ser exitosa si sus hablantes:
- Aumentan el prestigio de su lengua dentro de la comunidad dominante.
- Aumentan su riqueza e ingresos;
- Aumentan su poder legítimo a los ojos de la comunidad dominante;
- Tienen una presencia fuerte en el sistema de educación;
- Pueden escribir en la lengua;
- Pueden utilizar tecnología electrónica.[12]

### Lingüística de la Revitalización
Ghil'ad Zuckermann propone la "Lingüística de la Revitalización" como un paradigma y nueva disciplina lingüística.

El término "lingüística de la revitalización" se modela dentro de la "Lingüística del Contacto". La lingüística de la revitalización, entre otras cosas, explora las restricciones y los mecanismos involucrados en la recuperación, renovación y revitalización lingüística. Propone perspectivas comparativas perspicaces de un intento de revitalización a otro, actuando así como un puente epistemológico entre los discursos en varios intentos locales para revivir lenguas muertas en todo el mundo.
Ghil'ad Zuckermann y and Michael Walsh

Según Zuckermann, "la lingüística de la revitalización combina estudios científicos sobre la adquisición de la lengua nativa y el aprendizaje de lenguas extranjeras. Después de todo, la recuperación lingüística es el caso más extremo en el aprendizaje de segundas lenguas. La lingüística de la revitalización complementa el área de la lingüística documental, la cual registra lenguas amenazadas antes de que se extingan".
Zuckermann propone que "la lingüística de la revitalización cambia el campo de la lingüística al mediante, por ejemplo, debilitar el modelo de árbol genealógico, el cual implica que una lengua tiene un solo ancestro".
Hay desacuerdos en el campo de la revitalización lingüística respecto al grado en que la revitalización debería procurar mantener la lengua en su forma tradicional, en contraste con permitir una simplificación o expansión de la lengua por préstamos de la lengua mayoritaria.

#### Compromiso
Zuckermann reconoce la presencia de "idiosincrasias y peculiaridades locales", pero sugiere que: 
"Hay restricciones lingüísticas aplicables a todos los intentos de revitalización. Conocerlas ayudaría a los revitalizadores y a los principales líderes nacionales para trabajar más eficientemente. Por ejemplo, es más fácil recuperar vocabulario básico y conjugaciones verbales que sonidos y órdenes de las palabras. Los revitalizadores deberían ser más realistas y abandonar discursos desalentadores y contraproducentes como los de de querer a toda costa: "Autenticidad o la muerte!"
 Nancy Dorian ha señalado que las actitudes conservadoras hacia los préstamos lingüísticos y los cambios gramaticales a menudo dificultan los esfuerzos para revitalizar idiomas amenazados (como con el tiwi en Australia), y que pueden existir divisiones entre los revitalizadores, los interesados en la historicidad de la lengua, y los hablantes restantes interesados en un idioma local auténtico (como a veces ha ocurrido con el irlandés). Algunos han argumentado que un compromiso estructural puede, de hecho, mejorar las perspectivas de supervivencia de una lengua, como puede haber sido el caso del inglés en el periodo post-normando.

#### Tradicionalismo
Otros lingüistas han argumentado que cuando la revitalización de una lengua toma ampliamente préstamos lingüísticos de la lengua mayoritaria, el resultado es una lengua nueva, quizás una lengua criolla o pidgin. Por ejemplo, la categorización del "neo-hawaiano" como lengua separada del hawaiano tradicional ha sido propuesta debido a la fuerte influencia de inglés en cada aspecto de la lengua hawaiana recuperada. Esto también ha sido propuesto para el irlandés, con una división aguda entre "irlandés urbano", hablado por hablantes que lo tienen como segunda lengua, y el "irlandés tradicional" hablado como lengua materna en las áreas de Gaeltacht. Respecto al entonces entonces moribundo idioma manés, el académico T. F. O'Rahilly declaró que "Cuándo una lengua se rinde ante una lengua extranjera, y cuando todos sus hablantes se vuelven bilingües, la condena es a muerte". Neil McRae ha declarado que los usos del gaélico escocés son cada vez más tokenísticos (la práctica de dar a grupos minoritarios pequeñas concesiones públicas con el fin de desviar acusaciones de prejuicio y discriminación), y el gaélico nativo se está perdiendo a favor de términos artificiales que crearon hablantes cuya lengua primaria es otra.

## Ejemplos concretos
La recuperación total de una lengua muerta (en el sentido de no tener ningún hablante nativo) en una comunidad autosuficiente de varios millones de hablantes nativos, ha pasado sólo una vez, el caso de la lengua hebrea, ahora lengua nacional de Israel. En este caso, hubo un conjunto único de características históricas y culturales que facilitó la recuperación del idioma hebreo (véase Recuperación de la lengua hebrea).
En un caso relacionado, las lenguas literarias sin hablantes nativos disfrutaron de gran prestigio y utilidad práctica como linguas francas, a menudo contando millones de hablantes fluidos a la vez. En muchos casos, una disminución en el uso de la lengua literaria, a veces precipitado, vino más tarde acompañado de una renovación lingüística fuerte. Esto pasó, por ejemplo, en la recuperación del latín en el Renacimiento, y la revitalización de sánscrito en los siglos tempranos d. C. Un fenómeno análogo en áreas araboparlantes contemporáneas es el uso expandido de una lengua literaria, el Árabe Estándar Moderno, una forma del árabe clásico del siglo VI d. C. Esto se enseña a todos los hablantes educados y se usa en emisiones radiofónicas, discusiones formales, etc.
Además, en algunos casos, las lenguas literarias han ascendido al nivel de lengua materna en grandes comunidades lingüísticas. Un ejemplo es italiano estándar, el cual se originó como una lengua literaria derivada de la lengua usada en Florencia en el siglo XIII, especialmente utilizado por tal importantes escritores florentinos como Dante, Petrarca y Boccaccio. Esta lengua existió por varios siglos principalmente como lengua literaria vehicular, con pocos hablantes nativos; incluso en 1861, a vísperas de la unificación italiana, la lengua sólo contaba con aproximadamente 500 000 hablantes, muchos no-nativos, en una población total de c. 22 000 000 de italianos. El éxito subsiguiente de la lengua ha sido debido al desarrollo consciente, donde a hablantes de cualquier de las numerosas lenguas italianas se les enseñó el italiano como segunda lengua y posteriormente fue impartido a los niños, quienes lo aprendieron como primera lengua. Naturalmente esto sucedió a expensas de las lenguas italianas locales, la mayoría de las cuales ahora son idiomas amenazados. El éxito estuvo disfrutado en circunstancias similares por alto alemán, checo estándar, castellano y otras lenguas.

### Asia
El idioma ainu del pueblo indígena ainu del norte de Japón, está actualmente en proceso de extinción, pero hay esfuerzos en marcha para revitalizarlo. En 2006, una encuesta arrojó que solo el 4,6 % de los ainu de Hokkaido eran capaces de conversar o "hablar un poco" de ainu. Para el 2001, el ainu aún no se enseñaba en las escuelas primarias o secundarias de Japón, pero era ofrecido en numerosos centros de idiomas y universidades de Hokkaido, así como en la Universidad de Chiba en Tokio.
En China, el idioma Manchú una de las lenguas más amenazadas, con hablantes en solo tres pequeñas áreas de Manchuria. Algunos entusiastas están intentando revivir la lengua de sus antepasados, utilizando diccionarios y libros, e incluso viajando ocasionalmente al Condado Autónomo de Qapal Xibe en Xinjiang, donde el xibe (lengua emparentada con el manchú), aún se habla como lengua materna.
El Hebreo, antes usado solo como lengua litúrgica, fue restaurado como medio de comunicación cotidiana por judíos que emigraron a lo que es ahora el Estado de Israel y los territorios palestinos, empezando en el siglo XIX: es el caso más famoso y exitoso de revitalización lingüística..

### Australia y Nueva Zelanda
La colonización europea de Australia, y el daño consiguiente sostenido hacia las comunidades Aborígenes, tuvo un efecto catastrófico en las lenguas aborígenes en el al sureste y del sur del país, dejándoles sin hablantes nativos vivos. Un número de comunidades Aborígenes en Victoria y en otros lugares ahora se está intentando recuperar estas lenguas. El trabajo es dirigido por un grupo de ancianos y otras personas con conocimientos de las lenguas, con trabajadores de la lengua comunitaria (quienes hacen la mayoría de las investigaciones y enseñanza). Ellos analizan los datos, desarrollan sistemas de deletreo y vocabulario y preparan los recursos del idioma. Las decisiones se toman en conjunto. Algunas comunidades emplean lingüistas, y también hay lingüistas que trabajan independientemente.
Otro caso de relativo éxito de revitalización lingüística es el caso del maorí. Es la lengua ancestral del pueblo indígena maorí de Nueva Zelanda y una lengua vehicular para la narrativa prosaica, poética, y el recital genealógico. La historia del pueblo Maorí se enseña en te reo Maori, en casas de aprendizaje sagradas, a través de transmisión oral. Incluso después de que el te reo Maori se convirtió en una lengua escrita, la tradición oral se mantiene preservada.
Una vez que empezó la colonización europea, muchas leyes se promulgaron para promover el uso de inglés en lugar del maorí entre las personas indígenas. La Education Ordinance Act de 1847 ordenó la instrucción escolar en inglés y estableció crear escuelas para acelerar la asimilación cultural de maoríes jóvenes a la cultura europea. La Native School Act de 1858 prohibió que el Maorí sea hablado en las escuelas. Los maestros coloniales también promovieron el uso de inglés en los hogares maoríes, convenciendo a muchos padres de que sus niños no conseguirían trabajos a no ser que hablaran inglés.
Durante la década de 1970, un grupo de jóvenes maoríes, llamados Nga Tamatoa, hicieron una exitosa campaña para promover el uso del maorí en las escuelas. También se crearon los Kohanga Reo, preescolares en lengua maorí, también llamados nidos de lenguaje. El énfasis estaba en enseñar a los niños la lengua en una edad temprana, una estrategia muy eficaz para el aprendizaje de una lengua. La Comisión de la Lengua Maorí se formó en 1987, llevando a una serie de reformas nacionales cuyo fin fue revitalizar el te reo maori. Estas reformas incluyeron: programas transmitidos en maorí en los medios de comunicación, programas universitarios de grado enseñados en maorí y una semana de la lengua maorí cada año. Cada tribu creó un programa de planificación de la lengua de acuerdo a sus circunstancias concretas. Estos esfuerzos resultaron, desde 1996, en un aumento fuerte de niños que son enseñados en maorí en las escuelas, creando un número significativo de hablantes fluidos y haciendo al maorí útil en la vida diaria de las personas. El programa fue tan exitoso que otros similares se han basado en él. (Véase: Revitalización de la lengua maorí)

### Europa
En Europa, en el siglo XIX e inicios del XX, el uso de lenguas maternas y segundas lenguas declinaron a medida que los gobiernos centrales de los diferentes estados impusieron su lengua vernácula como el estándar tanto en educación como en uso oficial (esto en el caso de Reino Unido, Francia, España, Italia y Grecia, y hasta cierto punto, en Alemania y Austria-Hungría).
En las últimas décadas, movimientos locales de derechos humanos y nacionalismo han creado un estándar político más multicultural en estados europeos; términos como "lingüicidas" se usaron para expresar una aguda condena de las prácticas anteriores de supresión lingüística regional. Las campañas han elevado tanto los perfiles de lenguas locales hasta tal punto de que en algunas regiones europeas, las lenguas locales han adquirido el estado de lenguas oficiales, junto con la lengua nacional. La acción de Consejo Europeo en esta área (véase: Carta europea de las Lenguas Minoritarias o Regionales) se contrasta con restrictiva política de concesión del estatus de "oficial" de la Unión Europea. Actualmente, los intentos oficiales de revitalizar lenguas amenazadas, como la promoción de galés, gallego, vasco y catalán en sus regiones nativas respectivas, ha tenido grados variados de éxito.

#### Irlandés
Uno de los intentos europeos con mayor éxito en la revitalización lingüística es el caso de la lengua irlandesa. Mientras el inglés es la lengua dominante en la mayor parte de Irlanda, el irlandés, una lengua Celta, es hablado en las ciertas áreas llamadas Gaeltacht, pero incluso ahí, se encuentra en una seria disminución de hablantes. Los retos afrontados por la lengua en los últimos siglos han incluido: exclusión de ámbitos sociales importantes, denigración social, la muerte o emigración de muchos hablantes irlandeses durante la hambruna irlandesa de la década de 1840, y la emigración continuada desde entonces. A pesar de esto, ha habido esfuerzos para revitalizarlo desde mediados de los años 1800, y estuvieron siempre asociados con el deseo para la independencia política irlandesa. La revitalización de lengua irlandesa contemporánea ha implicado principalmente enseñar irlandés como lengua obligatoria en la mayoría de escuelas de habla inglesas. Pero el fracaso en enseñarlo de manera efectiva y generar un compromiso cultural ha provocado que (como nota el lingüista Andrew Carnie) el alumnado no adquiera la fluidez necesitada para una duradera viabilidad de la lengua. Carnie también notó una carencia de medios de comunicación en irlandés (2006), aunque esto es ya no el caso.
La disminución del Gaeltacht (zona de habla irlandesa) y el fracaso de una revitalización dirigida por el estado, ha sido contrarrestado por un movimiento de restauración urbano. Esto se basa en gran parte en un sistema escolar independiente basado en comunidades, comúnmente conocido como Gaelscoileanna. Estas escuelas enseñan enteramente a través del irlandés y su número está creciendo, con alrededor de treinta escuelas solo en Dublín. Son un elemento importante en la creación de una red de hablantes irlandeses urbanos (conocidos como Gaeilgeoirí), quiénes tienden a ser jóvenes, bien educados y de clase media. Ahora es probable que este grupo haya adquirido un gran tamaño, un hecho reflejado en la expansión de medios de comunicación en lengua irlandesa. La televisión en lengua irlandesa ha disfrutado de un éxito particular. Se ha sugerido que los hablantes bilingües de irlandés tienden a ser mejores alumnos que los que hablan exclusivamente inglés, y que gozan de un estatus social más elevado.

#### Gaélico escocés
También hay intentos actuales de revitalizar el gaélico escocés, el cual intentó ser suprimido después de la formación del Reino Unido, y empezó a tener una mayor disminución de hablantes debido al desplazamiento forzado de población de las Tierras Altas escocesas del siglo XVIII, conocido en inglés como Highland Clearences. Actualmente, el gaélico escocés solo se habla ampliamente en las Hébridas Exteriores y en algunas áreas de las Highlands. La disminución de hablantes fluidos ha empezado a detenerse, aun así la población central lo ha trasladado al uso como segunda lengua, especialmente en Glasgow.

#### Manés
Otra lengua celta, el manés, perdió su último hablante nativo en 1974, pero nunca cayó completamente en desuso. Ahora se enseña en escuelas primarias y secundarias, y se utiliza en algunos acontecimientos públicos. Cientos de personas la hablan como segunda lengua.

#### Córnico
Ha habido numerosos intentos de recuperar el idioma córnico, tanto privados como algunos bajo la Sociedad de la Lengua Córnica . Algunas de estas acciones han incluido la traducción de la Biblia al córnico, un gremio de bardos (trovadores de cuentos), y la promoción de la literatura en córnico, incluyendo novelas y poesía.

#### Livonio
Los livonios, livones o livos (en livonio: līvlizt; en estonio: liivlased; en letón: līvi, lībieši) son un pueblo fino-báltico autóctono del norte y noroeste de Letonia.  El livonio, una lengua urálica estrechamente relacionada con el estonio y con el finés. La última persona que aprendió y habló el livonio como lengua materna, Grizelda Kristiņa, murió en 2013, lo que convirtió al livonio en un idioma inactivo. A partir de 2010, había aproximadamente 30 personas que lo habían aprendido como segundo idioma.
Muchos letones con ascendencia livonia están interesados en su origen livonio. Esto se evidencia, por ejemplo, por la popularidad de los campamentos juveniles en Livonia y el creciente número de estudiantes de la lengua livonia. Organizaciones como Amigos de Livonia y el Centro Cultural Livonio trabajan para preservar la cultura livonia. Hoy en día, hay aproximadamente diez personas que aprendieron el idioma livonio de sus abuelos. Además, todavía hay unos diez lingüistas que han estudiado el idioma y cinco que lo han estudiado de forma independiente. Incluso más han participado en campamentos de verano o cursos universitarios de Livonia, y entienden el idioma pero no pueden usarlo en una conversación. Una docena de niños, la mayoría de los cuales son de etnia livonia, reciben instrucción en livónico en las escuelas. Se estima que entre 50 y 60 personas pueden leer el texto en livónico. En la actualidad, el idioma livonio se está reactivando, con unas 210 personas que tienen algún conocimiento del idioma en un nivel A1 o A2.

### América del Norte
En años recientes, un número creciente de tribus americanas nativas han intentado revitalizar sus lenguas. Por ejemplo, ha sido creada una aplicación en idioma Halq'emeylem, la lengua indígena con más hablantes de Vancouver, para iPod/iPhone. Además, hay aplicaciones (que incluyen frases, listas de palabras y diccionarios) en muchas lenguas nativas estadounidenses que van desde cree, cherokee y chickasaw, hasta lakota, ojibway y pneida, massachusett, navajo y gwych'en.
El wampanoag, una lengua hablada por las personas del pueblo homónimo en Massachusetts, empezó un proyecto de revitalización dirigido por Jessie Poco Doe Baird. A raíz del proyecto, se ha podido ver niños hablando la lengua con fluidez por primera vez en más de 100 años. Además, hay actualmente intentos en revitalizar el idioma chocheño de California, el cual se había extinguido.

### América del Sur
El kichwa es la variedad del quechua hablada en Ecuador y es una de las lenguas autóctonas más ampliamente habladas en América del Sur. A pesar de este hecho, el kichwa es una lengua acechada, principalmente debido a la expansión de español en América del Sur. Una comunidad nativa de hablantes del kichwa, Lagunas, fue una de las primeras comunidades en sustituir su idioma por el castellano. Según King, esto fue debido al aumento del comercio y negocios con las grandes ciudades cercanas hispanohablantes. Las personas de Lagunas aseveran que esto no fue así por un propósito de asimilación cultural, ya que ellos valoran su identidad cultural. A pesar de esto, con el paso de las generaciones, las personas de Lagunas pasaron del kichwa al bilingüismo con el español, y finalmente abandonaron el kichwa en favor del último.
Las perspectivas para la revitalización del kichwa no son alentadoras, ya que los padres dependen de las escuelas para esto, lo cual no es tan efectivo como la exposición al lenguaje en el hogar. La escolarización en la comunidad de Lagunas, a pesar de tener un enfoque consciente en enseñar kichwa, consta de principalmente interacción pasiva, lectura, y escritura en kichwa. Una iniciativa para la revitalización, Proyecto de Educación Intercultural Bilingüe (PEIB), fue ineficaz en la revitalización de lengua porque la educación estuvo dada en kichwa, y el español fue enseñado como segunda lengua a niños que eran casi exclusivamente hispanohablantes. A pesar de que algunas técnicas parecen ineficaces, Kendall A. King proporciona varias sugerencias:
1. Exposición a y adquisición de la lengua en una edad temprana.
2. Técnicas de inmersión extrema.
3. Esfuerzos múltiples y diversos para alcanzar a los adultos.
4. Flexibilidad y coordinación en planeamiento e implementación.
5. Directamente dirigir variedades diferentes de la lengua.
6. Concientización en los planeadores de que el proceso de revitalización es largo.
7. Involucrando a tantas personas como sea posible.
8. Los padres usando el lenguaje con sus hijos.
9. Planeadores e involucrados acercándose al problema desde todas las direcciones.

Las sugerencias concretas incluyen impartir una percepción elevada de la lengua en las escuelas, enfocándose en esfuerzos tanto en escuelas y en la casa, y manteniendo atención nacional y regional.

## Crítica
John McWhorter ha argumentado que los programas para revitalizar lenguas casi nunca funcionarán debido a las dificultades prácticas involucradas. También argumenta que la muerte de una lengua no necesariamente significa la muerte de una cultura. La expresión indígena es todavía posible incluso cuándo la lengua original ha desaparecido, como con los pueblos nativos americanos y tan evidenciado por la vitalidad de cultura afroamericana en los Estados Unidos, entre personas que no hablan yoruba sino inglés. Argumenta que muerte de lengua es, irónicamente, una señal de hasta la fecha los pueblos aislados emigrando y compartiendo espacio: “Mantener las lenguas intactas a través de generaciones pasa sólo en casos de inusual auto-aislamiento (como en los Amish), o de segregación brutal”.
Kenan Malik también ha argumentado que es "irracional" intentar preservar todas las lenguas del mundo, cuando la muerte de una lengua es algo natural y en muchos casos inevitable, incluso con intervención. Propone que muerte de una lengua mejora la comunicación al asegurar que una mayor cantidad de personas hablan el mismo idioma. Esto puede beneficiar la economía y reducir los conflictos.
La protección de lenguas minoritarias de la extinción no es, a menudo, una preocupación para los hablantes de la lengua mayoritaria. Muy frecuentemente hay prejuicio y persecución deliberada de lenguas minoritarias, con el objetivo de apropiarse del capital cultural y económico de los grupos minoritarios. En otros casos, los gobiernos postulan que el costo de los programas de revitalización y de creación de materiales lingüísticamente diversos, es muy alto como para costearlo.

### Anexos
- Anexo:Últimos hablantes conocidos de lenguas muertas o amenazadas
- Anexo:Academias Lingüísticas

### Organizaciones
- Enduring Voices Project Archivado el 2 de abril de 2015 en Wayback Machine., National Geographic
- Living Tongues Institute for Endangered Languages
- Hans Rausing Endangered Languages Project
- Google Endangered Languages Project
- Fourth International 3L Summer School
- Resource Network for Linguistic Diversity
- World Oral Literature Project, Voices of Vanishing Worlds
- Society to Advance Indigenous Vernaculars of the United States Archivado el 27 de febrero de 2012 en Wayback Machine., (Savius.org)
- Programs Concerned with Alaska Native Language (ANL) Revitalization
- Indigenous Language Institute

- Datos: Q844244